# كعكة الجزرة
كعكة الجزرة هي كعكة التي تحتوي على الجزر. يخلط مع الخليط. يلطف الجزرة في عملية الطبخ، والكعكة عادة مادة لينة، كثيفة. الجزر أنفسهم لتعزيز نكهة والنسيج، ومظهر من الكعكة.

## الخبز والمكونات
كعكة الجزرة تشبه الخبز السريع في طريقة لإعداد (جميع المكونات الرطبة، مثل البيض والسكر، مختلطة معا، ويتم خلط جميع المكونات الجافة معا، والرطبة ثم تضاف إلى الجاف) والمكون النهائي (والذي هو عادة أكثر كثافة من كعكة تقليدية وقد كسره المطابع).
وتشمل العديد من وصفات كعكة الجزرة المكونات الاختيارية، مثل الجوز، زبيب، الأناناس، أو جوز الهند. تتويج كعكة الجزرة الأكثر شيوعاً جبن تتويج للعملية (مسحوق السكر، الزبدة وجبن).

## العرض التقديمي
يمكن أن تؤكل كعكة الجزرة بطبق عادي، ولكن عادة تغطى بالجبن و s الجوز، مقطعه عادة. هو كثيرا ما مطلي بتتويج أو المرزبانيه تصنع لتبدو كالجزر. كعكة الجزرة تحظى بشعبية في شكل رغيفو كعكة ورقة كاب كيك ، و (في المملكة المتحدة وكذلك أمريكا الشمالية) يمكن الاطلاع على معلبة في محلات البقالة، والطازجة في المخابز. بعض الكعك الجزرة حتى الطبقات.

## التاريخ
استخدمت الجزر في الكعك الحلو منذ فترة القرون الوسطى، خلالها مواد التحلية كانت نادرة وباهظة الثمن، بينما كانت أسهل بكثير أن يأتي الجزر، التي تحتوي على السكر أكثر من أي الخضروات الأخرى إلى جانب نجر السكر، وكانت تستخدم في صنع الحلويات الحلو. أصول «كعكة الجزرة» هي المتنازع عليها ولكن يعتقد أن تأتي من غوتنبرغ، السويد. الشعبية كعكة الجزرة ربما أعيد في بريطانيا نظراً الحصص التموينية خلال الحرب العالمية الثانية.
كعك الجزرة أولاً أصبحت متوفرة بصورة شائعة في المطاعم ومطاعم في الولايات المتحدة في أوائل الستينات. كانوا في البداية عنصر جدة، ولكن يحب الناس منها الكثير أن كعكة الجزرة أصبحت الأجرة الحلوى القياسية. في عام 2005، سرد المستندة إلى أمريكا الشبكة الغذائية كعكة الجزرة، مع تتويج جبن، كما عدد خمسة من الأطعمة بدعة الخمسة الأولى في السبعينات.